# Маріо Драґі
Мàріо Дрàґі (італ. Mario Draghi; нар. 3 вересня 1947, Рим) — італійський економіст, банкір і державний діяч. Голова Ради міністрів Італії з 13 лютого 2021 по 22 жовтня 2022 року. Голова Банку Італії (2005—2011). У 2011—2019 роках — голова Європейського центрального банку.

## Біографічні відомості

### Рані роки
Закінчив Римський університет ла Сап'єнца, здобув ступінь доктора економічних наук у Массачусетському технологічному інституті.

### Професійна кар'єра
З 1981 по 1991 роки працював професором економіки в Університеті Флоренції. З 1984 по 1990 був виконавчим директором Світового банку. З 1991 по 2001 — генеральний директор Казначейства. З 1993 по 2001 був головою Комітету з приватизації. З 2002 по 2005 Маріо Драґі був віцеголовою і виконавчим директором Goldman Sachs International. У грудні 2005 року став головою банку Італії, а термін його повноважень закінчився 2011 року.
У червні 2011 Європейська рада обрала Драґі главою Європейського центрального банку на термін з 1 листопада 2011, на цій посаді він змінив Жана-Клода Тріше. Директора ЄЦБ призначають строком на вісім років. Під час обговорення кандидатури в європейських регуляторів були сумніви щодо нього, враховуючи його національність і досвід роботи в Goldman Sachs. У виконавчій раді ЄЦБ, що ухвалює рішення про базові ставки кредитування, вже був італієць — Лоренцо Біні Смагі, восьмирічний термін служби якого закінчився 2013 року. Драґі наголошував, що в нього є корисний досвід керівника в раді фінансової стабільності Європи і що він поділяє погляди Тріше на монетарну політику. Так само як і Тріше, Драґі вважає великим ризиком для фінансової системи Європи нездатність Греції впоратися з борговою кризою.

### Голова Ради міністрів Італії

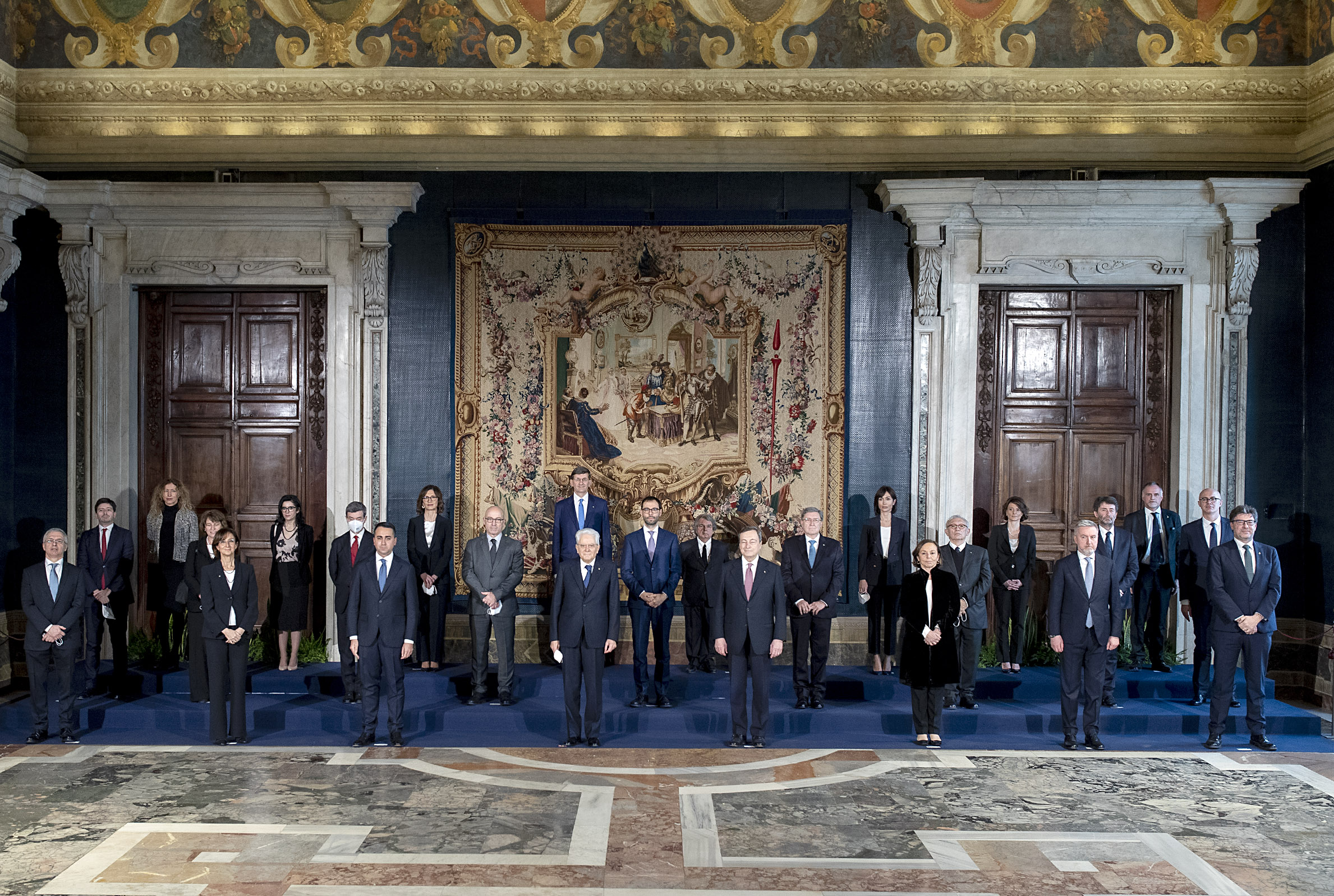
Уряд Італії на чолі з Маріо Драґі, 13 лютого 2022 р.

3 лютого 2021 року президент Італії Серджо Матарелла у розпал урядової кризи після відставки прем'єр-міністра Джузеппе Конте доручив Драгі формування нового кабінету.
13 лютого 2021 року уряд Драгі склав присягу.
14 липня 2022 року, на тлі урядової кризи, Драгі подав у відставку, пояснивши це тим, що пакт довіри, який підтримував уряд національної єдності, зник. Пізніше президент Серджо Матарелла відхилив відставку; згідно з його рішенням, парламент Італії мав провести голосування, яке показало б, чи має уряд Драґі підтримку більшости депутатів. У голосуванні в Сенаті взяли участь 95 сенаторів, «проти» проголосували 38; сенатори від «Ліги», «Руху п'яти зірок» та партії «Вперед, Італіє», не брали участь у голосуванні, що призвело до відсутності кворуму. 21 липня Драґі вдруге подав у відставку, яку Матарелла прийняв. Того ж дня президент розпустив парламент та призначив дострокові вибори.

## Особисте життя
Дружина Серена — нащадок сімейства Медічі, має двох дітей: дочка Федеріка, біолог, і син Джакомо, трейдер в Morgan Stanley.

## Нагороди
- Орден князя Ярослава Мудрого I ст. (Україна, 23 серпня 2022) — за значні особисті заслуги у зміцненні міждержавного співробітництва, підтримку державного суверенітету та територіальної цілісності України, вагомий внесок у популяризацію Української держави у світі.[12]